# Oberuhna
Oberuhna (hornolužickosrbsky  Horni Wunjow) je místní část velkého okresního města Budyšín v Horní Lužici v německé spolkové zemi Sasko. Nachází se v zemském okrese Budyšín a má 63 obyvatel.

## Geografie
Oberuhna leží severozápadně od centra města Budyšín. Nejvyšším bodem vsi je Perlenberg (216 m). Severozápadem katastrálního území protéká potok Bolbritzer Wasser. Okolí zástavby je převážně zemědělsky využívané. Skrze vesnici prochází Svatojakubská cesta.

## Historie
První písemná zmínka pochází z roku 1359, kdy je ves uváděna jako Unaw. Roku 1936 se Oberuhna připojila k Schmochtitz. V roce 1948 se celá obec připojila k Salzenforstu, od roku 1969 pak patřila Oberuhna k obci Salzenforst-Bolbritz, od roku 1994 ke Kleinwelce a od roku 1999 k Budyšínu. Od roku 2007 je oficiálně vedena jako samostatná místní část.

## Obyvatelstvo
Vesnice náleží k lužickosrbské oblasti osídlení.